# بطولة الأمم الست 2020
بطولة الأمم الستة 2020 هو الموسم 126 من  بطولة الأمم الستة. أقيم خلال الفترة 1 فبراير 2020 وحتى 14 مارس 2020، وأشرف على تنظيمه Six Nations Rugby Ltd ‏، وكان عدد الأندية المشاركة فيه  6.